# 柠檬黄
柠檬黄（英語：Tartrazine），是一个人工合成的偶氮类酸性染料，主要用作食品、饮料、医药和日用化妆品的着色剂，E编码为E102，也用于羊毛、蚕丝的染色及制造色淀。

## 性质
柠檬黄为橙黄色的无臭颗粒或粉末，易溶于水、甘油、丙二醇，微溶于乙醇，不溶于油脂。溶于水呈黄色，其水溶液遇硝酸、硫酸、盐酸和氢氧化钠仍呈黄色，遇碱微变红。水溶液的最大吸收在427±2nm。
耐光性、耐热性、耐盐性、吸湿性强。在酒石酸、柠檬酸中稳定，耐氧化性较差，还原时褪色。柠檬黄是着色剂中较为稳定的一种，一般用作黄色着色剂，但也可以与其他色素如亮蓝和食用绿S複配使用，匹配性好。
柠檬黄色淀为黄色无臭的细粉末，不溶于水及有机溶剂，缓慢溶于酸或碱水溶液。耐光性、耐热性比柠檬黄强。

## 制取
由对氨基苯磺酸发生重氮化后与1-(4-磺基苯基)-3-羧基-5-吡唑酮偶联、精制而得。1-(4-磺基苯基)-3-羧基-5-吡唑酮可由苯肼对磺酸与草酰乙酸酯缩合得到。
也可以由双羟基酒石酸钠与苯肼对磺酸缩合，碱化后用食盐盐析，精制而得。双羟基酒石酸钠可由酒石酸酯化、中和、过滤、水洗、烘干而得。苯肼对磺酸可由对氨基苯磺酸重氮化后，加入氢氧化钠和重亚硫酸钠的混合液还原，反应后加入锌粉、硅藻土，搅拌过滤制得。

## 应用
柠檬黄作为着色剂在食品、饮料、医药、日用品和化妆品中的应用非常广，历史也很悠久。1884年H. J. Ziegler首先从苯肼对磺酸和双羟基酒石酸的缩合反应制得了柠檬黄。Ziegler不仅确定了柠檬黄的结构，还提出了柠檬黄分子的脎-偶氮式之间的互变异构。美国自1916年起将柠檬黄应用到食品中。现在柠檬黄在全世界60多个国家都有使用。饮料、冰淇淋、雪糕、果冻、酸奶、饮料、罐头和糖果包衣中都能找到它的痕迹。
虽然还未有确定的关于柠檬黄的致癌性的证据，但由柠檬黄导致的过敏和其他反应也是十分著名的。1959年Lockey首先报道了有荨麻疹病史的病人在吞食含柠檬黄的药片后的不良反应。之后又有柠檬黄导致的过敏反应被陆续报道出来。1979年8月，美国FDA规定所有含柠檬黄的食品和处方药都要在标签上列出柠檬黄成分。
2007年9月，英国食品标准局委托南安普敦大学进行的食用人工色素对儿童发育影响的研究，发现柠檬黄、日落黄、偶氮玉红、胭脂红、喹啉黄、诱惑红六种色素会影响儿童的智力，严重时可导致儿童的IQ值下降5.5分，亦会导致儿童多动症等行为障碍。因此英国食品标准局向政府提出在食品中少用人工色素的建议。欧洲多个消费者保护组织也敦促欧盟全面禁止使用这6种色素。研究者还会对另一种食品中的防腐剂苯甲酸钠的危害性进行进一步研究。
对柠檬黄的过敏症状通常包括：焦虑、偏头痛、忧郁症、视觉模糊、哮喘、发痒、四肢无力、荨麻疹、窒息感等。对柠檬黄的过敏更常见于对阿司匹林过敏者中。研究估计全美患有柠檬黄过敏症的总人数约为360,000，约占总人口的0.12％。
柠檬黄已被证明可以通过其在蓝光区域的强共振吸收以及通过克拉莫–克若尼关系式在更长波长下对折射率的调制，使活体动物的皮肤等生物组织变得透明。这一特性已被用于增强光学相干断层扫描（OCT）和医学光声成像的成像深度。
中华人民共和国国家标准：食品添加剂使用卫生标准（GB2760–2007）中对柠檬黄的使用规定：
| 功能着色剂： 柠檬黄及其铝色淀 tartrazine，tartrazine aluminum lake | 功能着色剂： 柠檬黄及其铝色淀 tartrazine，tartrazine aluminum lake                     | 功能着色剂： 柠檬黄及其铝色淀 tartrazine，tartrazine aluminum lake | 功能着色剂： 柠檬黄及其铝色淀 tartrazine，tartrazine aluminum lake |
| CNS号 08.005，INS号 102                                            | CNS号 08.005，INS号 102                                                                | CNS号 08.005，INS号 102                                            | CNS号 08.005，INS号 102                                            |
| 食品分类号                                                         | 食品名称/分类                                                                          | 最大使用量（g/kg）                                                 | 备注                                                               |
| ------------------------------------------------------------------ | -------------------------------------------------------------------------------------- | ------------------------------------------------------------------ | ------------------------------------------------------------------ |
| 01.02.02                                                           | 调味和果料发酵乳                                                                       | 0.05                                                               | 以柠檬黄计                                                         |
| 01.04.02                                                           | 调制炼乳（包括甜炼乳、调味甜炼乳及其它使用了非乳原料的调制炼乳）                       | 0.05                                                               | 以柠檬黄计                                                         |
| 03.0                                                               | 冷冻饮品（除外03.04食用冰）                                                            | 0.05                                                               | 以柠檬黄计                                                         |
| 04.01.02.05                                                        | 果酱                                                                                   | 0.5                                                                | 以柠檬黄计                                                         |
| 04.01.02.08                                                        | 蜜饯凉果                                                                               | 0.1                                                                | 以柠檬黄计                                                         |
| 04.01.02.09                                                        | 装饰性果蔬                                                                             | 0.1                                                                | 以柠檬黄计                                                         |
| 04.02.02.03.02                                                     | 盐渍的蔬菜                                                                             | 0.1                                                                | 以柠檬黄计                                                         |
| 05.0                                                               | 可可制品、巧克力和巧克力制品（包括类巧克力和代巧克力）以及糖果（除外05.01.01可可制品） | 0.1                                                                | 以柠檬黄计                                                         |
| 06.05.02.02                                                        | 虾味片                                                                                 | 0.1                                                                | 以柠檬黄计                                                         |
| 06.06                                                              | 即食谷物，包括碾轧燕麦（片）                                                           | 0.08                                                               | 以柠檬黄计                                                         |
| 07.02.04                                                           | 糕点上彩装                                                                             | 0.1                                                                | 以柠檬黄计                                                         |
| 07.04                                                              | 焙烤食品馅料（仅限饼干夹心和蛋糕夹心）                                                 | 0.05                                                               | 以柠檬黄计                                                         |
| 11.05.01                                                           | 水果调味糖浆                                                                           | 0.5                                                                | 以柠檬黄计                                                         |
| 11.05.02                                                           | 其他调味糖浆                                                                           | 0.3                                                                | 以柠檬黄计                                                         |
| 12.09.03                                                           | 香辛料酱（如芥末酱、青芥酱）                                                           | 0.1                                                                | 以柠檬黄计                                                         |
| 12.10.01                                                           | 固体复合调味料                                                                         | 0.2                                                                | 以柠檬黄计，按稀释倍数减少使用量                                   |
| 12.10.02                                                           | 半固体复合调味料                                                                       | 0.5                                                                | 以柠檬黄计                                                         |
| 14.0                                                               | 饮料类（除外14.01包装饮用水类）                                                        | 0.1                                                                | 以柠檬黄计，固体饮料按冲调倍数增加使用量                           |
| 15.02                                                              | 配制酒                                                                                 | 0.1                                                                | 以柠檬黄计                                                         |
| 16.01                                                              | 果冻                                                                                   | 0.05                                                               | 以柠檬黄计，如用于果冻粉，以冲调倍数增加                           |
| 16.05.01                                                           | 油炸小食品                                                                             | 0.1                                                                | 以柠檬黄计                                                         |
| 16.06                                                              | 膨化食品                                                                               | 0.1                                                                | 以柠檬黄计                                                         |

尽管存在上述强制性法规，在中国违法滥用柠檬黄的行为，例如用柠檬黄来染色“玉米馒头”，用柠檬黄来染色出“黄澄澄的毒冷面”，掺有柠檬黄的窝窝头等事件，仍然屡有报道。

## 相關
- 苋菜红、胭脂红、柠檬黄、日落黄、靛蓝、偶氮玉红、诱惑红